# Periclimenes mahei
Periclimenes mahei är en kräftdjursart som beskrevs av Bruce 1969. Periclimenes mahei ingår i släktet Periclimenes och familjen Palaemonidae. Inga underarter finns listade i Catalogue of Life.